# Guðjón Þórðarson
Guðjón Þórðarson (Akranes, 14 settembre 1955) è un ex calciatore e allenatore di calcio islandese.

## Biografia
Ha tre figli che, come lui, hanno giocato nella Nazionale islandese: Bjarni, Joey e Þórður Guðjónsson.

## Carriera

### Giocatore

#### Club
Vanta oltre 400 presenze e 22 reti più 22 partite ufficiali internazionali nel club della sua città di nascita, l'IA Akranes con cui ha conquistato 5 campionati e 5 coppe d'Islanda. Nel 1983 e nel 1984 si è trattato di una doppietta.

#### Nazionale
Vanta una sola presenza da giocatore nella Nazionale del suo paese.

### Allenatore
Da allenatore ha guidato a più riprese sempre i gialloneri dell'IA Akranes vincendoci 3 campionati e due coppe d'Islanda più una coppa di lega.
In patria ha guidato anche il KA Akureyri guidandolo alla conquista dell'unico titolo della sua storia, il KR Reykjavík (2 coppe nazionali), il Keflavík ÍF e infine dall'ottobre 2010 il BÍ/Bolungarvík neopromosso in seconda serie.
Fuori dai confini nazionali ha allenato lo Stoke City, il Barnsley, il Notts County e il Crewe Alexandra nelle serie minori inglesi, e lo Start in Norvegia.
È stato infine commissario tecnico della nazionale islandese, guidandola nelle fallite qualificazioni a Euro 2000.

## Palmarès

### Giocatore
- Campionato islandese: 5

ÍA Akranes: 1974, 1975, 1977, 1983, 1984
- Coppa d'Islanda: 5

ÍA Akranes: 1978, 1982, 1983, 1984, 1986

### Allenatore
- Campionato islandese: 4

KA Akureyri: 1989
ÍA Akranes: 1992, 1993, 1996
- Coppa d'Islanda: 4

ÍA Akranes: 1993, 1994, 1995, 1996
- Coppa di Lega islandese: 1

ÍA Akranes: 1996
- Football League Trophy: 1

Stoke City: 1999-2000

## Statistiche

### Cronologia presenze e reti in nazionale
| Cronologia completa delle presenze e delle reti in nazionale (partite non ufficiali) ― Islanda | Cronologia completa delle presenze e delle reti in nazionale (partite non ufficiali) ― Islanda | Cronologia completa delle presenze e delle reti in nazionale (partite non ufficiali) ― Islanda | Cronologia completa delle presenze e delle reti in nazionale (partite non ufficiali) ― Islanda | Cronologia completa delle presenze e delle reti in nazionale (partite non ufficiali) ― Islanda | Cronologia completa delle presenze e delle reti in nazionale (partite non ufficiali) ― Islanda | Cronologia completa delle presenze e delle reti in nazionale (partite non ufficiali) ― Islanda | Cronologia completa delle presenze e delle reti in nazionale (partite non ufficiali) ― Islanda |
| Data                                                                                           | Città                                                                                          | In casa                                                                                        | Risultato                                                                                      | Ospiti                                                                                         | Competizione                                                                                   | Reti                                                                                           | Note                                                                                           |
| ---------------------------------------------------------------------------------------------- | ---------------------------------------------------------------------------------------------- | ---------------------------------------------------------------------------------------------- | ---------------------------------------------------------------------------------------------- | ---------------------------------------------------------------------------------------------- | ---------------------------------------------------------------------------------------------- | ---------------------------------------------------------------------------------------------- | ---------------------------------------------------------------------------------------------- |
| 12-7-1985                                                                                      | Akranes                                                                                        | Islanda                                                                                        | 1 – 0                                                                                          | Fær Øer                                                                                        | Amichevole                                                                                     | -                                                                                              |                                                                                                |
| Totale                                                                                         |                                                                                                | Presenze                                                                                       | 1                                                                                              |                                                                                                | Reti                                                                                           | 0                                                                                              |                                                                                                |